# Cayo Caimán Grande
Cayo Caimán Grande är en ö i Kuba.   Den ligger i provinsen Provincia de Villa Clara, i den centrala delen av landet, 400 km öster om huvudstaden Havanna. Arean är 0,23 kvadratkilometer.
Terrängen på Cayo Caimán Grande är mycket platt. Öns högsta punkt är 13 meter över havet. Den sträcker sig 0,6 kilometer i nord-sydlig riktning, och 0,8 kilometer i öst-västlig riktning.